# Woincourt
Woincourt – miejscowość i gmina we Francji, w regionie Hauts-de-France, w departamencie Somma.
Według danych na rok 2011 gminę zamieszkiwało 1419 osób, a gęstość zaludnienia wynosiła 339 osób/km² (wśród 2293 gmin Pikardii Woincourt plasuje się na 184. miejscu pod względem liczby ludności, natomiast pod względem powierzchni na miejscu 950.).